# How could I be so blind
How could I be so blind is een lied van de Nederlandse band The Cats. Het is de eerste compositie op een plaat van The Cats die werd geschreven door Jaap Schilder, de gitarist die tevens de hoge stemmen in de close harmony voor zijn rekening nam. Schilder schreef uiteindelijk zesentwintig nummers voor The Cats.
Het lied gaat over een man die verlaten is door zijn geliefde. Hij had niet verwacht dat ze hem niet trouw zou blijven en vraagt zich af wat hij verkeerd heeft gedaan. Hij vraagt haar hoe hij haar nog terug kan krijgen en wat hij kan doen opdat ze bij hem blijft.
In het lied wordt al vorm gegeven aan de palingsound met de stem van Piet Veerman en de orkestratie, met een belangrijk achtergrondgeluid van een blaasinstrument met riet. Er is in dit lied echter geen sprake van close harmony. De zang is van Piet Veerman, nog een jaar voordat hij de plaats als leadzanger overnam van Cees Veerman.
Het lied verscheen in 1967 voor het eerst op een plaat, toen het als B-kant van een single verscheen met op de A-kant het lied What's the world coming to. In eerste instantie verscheen het nog niet op de eerste elpee Cats as cats can, maar werd later wel toegevoegd op heruitgaven van deze elpee op cd. Verder verscheen het op verschillende verzamelalbums, zoals The Cats (1971), de dvd The Complete Collection (2002) en A & B sides 1964-1974 (2016).